# Eta Akvaridi
Eta Akvaridi so meteorski roj, ki je povezan s Halleyjevim kometom.
Roj je vsako leto viden od 19. aprila do 28. maja, z vrhom pri 5. maju. Za razliko od večino letnih meteorskih rojev, pri tem roju ni strmega vrha, ampak položen maksimum z le malo več meteorji v tednu okoli 5. maja. Meteorji, ki jih trenutno vidimo kot del roja Eta Akvaridov, so se pred več sto leti ločili od Halleyjevega kometa. Trenutna tirnica omenjenega kometa ne preči dovolj blizu Zemlje, da bi bil lahko vir meteorske aktivnosti.
Četudi ta roj ni tako spektakularen kot so recimo Leonidi, pogostost utrinkov pa ni tako velika kot pri Perzeidih ali Geminidih, to ni navaden dogodek. Eta Akvaridi so dobili svoje ime zato, ker se njihov radiant nahaja v ozvezdju Vodnarja, blizu ene izmed najsvetlejših zvezd ozvezdja, Ete Vodnarja. Vrhunec roja ima pogostost okoli meteor na minuto, toda takšna pogostost se iz severnih širin le reko vidi, saj je radiant zelo nizko na nebu.
Eta Akvaridi se najbolje vidijo v urah pred zoro, stran od mestnih luči. Za severne opazovalce je radiant roja nad obzorjem le nekaj ur pred zoro, opazovalci, ki pa začnejo opazovati zgodaj, pa so pogosto nagrajeni z velikimi pogostostmi, ki se še večajo, ko se viša tudi radiant. Roj se najbolje vidi od ekvatorja do 30 stopinj južne širine.
Aktivnost se večinoma ne spreminja. Toda leta 2013 je maksimalni ZHR presegel povprečno stopnjo za okoli dva dneva. Razlago je predstavil Mikiya Sato
(Sato & Watanabe, 2013), ki je pokazal, da so meteoridi iz zelo starega izbruha iz starševskega kometa 1P/Halley in so verjetno zajeti v resonanci z Jupitrovo tirnico (podobno, kot so bili opazovani Orionidi med letoma 2007 in 2010). Vrhunec ZHR je dosegel 135 ± 16. Posodobljene informacije o pričakovanih časih in pogostostih roja ponuja letni IMO koledar meteorskih rojev.